# 伽辽金法
伽辽金方法（Galerkin method）是由俄罗斯数学家鲍里斯·格里戈里耶维奇·伽辽金（俄文：Борис Григорьевич Галёркин 英文：Boris Galerkin）发明的一种数值分析方法。应用这种方法可以将求解微分方程问题（通过方程所对应泛函的变分原理）简化成为线性方程组的求解问题。而一个高维（多变量）的线性方程组又可以通过线性代数方法简化，从而达到求解微分方程的目的。
伽辽金法采用微分方程对应的弱形式，其原理为通过选取有限多项试函数（又称基函数或形函数），将它们叠加，再要求结果在求解域内及边界上的加权积分（权函数为试函数本身）满足原方程，便可以得到一组易于求解的线性代数方程，且自然边界条件能够自动满足。
必须强调指出的是，作为加权余量法的一种试函数选取形式，伽辽金法所得到的只是在原求解域内的一个近似解（仅仅是加权平均满足原方程，并非在每个点上都满足）。
因为伽辽金方法的妙处在于研究它们的抽象方法，所以我们首先给出它们的抽象推导。最后我们再给出应用的例子。

常常用到伽辽金法的领域有：
- 有限元方法
- Krylov空间法

## 通过抽象问题的简介

### 一个问题的弱形式
我们通过一个抽象问题来引入伽辽金方法，将问题表示成在一个希尔伯特空间{\displaystyle V}上的弱形式，也就是，求解{\displaystyle u\in V}使得对于所有{\displaystyle v\in V}
{\displaystyle a(u,v)=f(v)}
成立。这里，{\displaystyle a(.,.)}是一个双线性型表达式,即{\displaystyle a(u,v)=u^{T}av=f(v)}，{\displaystyle f}是一个{\displaystyle V}上的线性形表达式。

### 伽辽金离散化
选取一个n 维子空间{\displaystyle V_{n}\subset V}，然后求解问题在子空间中的投影：求{\displaystyle u_{n}\in V_{n}}使得对于所有{\displaystyle v_{n}\in V_{n}}
{\displaystyle a(u_{n},v_{n})=f(v_{n}).}
我们称这个方程为伽辽金方程。注意方程形式没有改变，但是求解域改变了。

### 伽辽金正交性
这是使得伽辽金方法非常有效的关键性质。因为{\displaystyle V_{n}\subset V}，我们可以取{\displaystyle v_{n}}为原方程的一个试矢量。带入并相减，便得到误差的伽辽金正交性关系
{\displaystyle a(e_{n},v_{n})=a(u,v_{n})-a(u_{n},v_{n})=f(v_{n})-f(v_{n})=0.}
这里{\displaystyle e_{n}=u-u_{n}}是真实解{\displaystyle u}和伽辽金方程的解{\displaystyle u_{h}}之间的误差。

### 矩阵形式
因为伽辽金方法的目标是将问题简化为线性方程组，我们来构造它的矩阵形式，以便利用计算机进行数值求解。
令{\displaystyle e_{1},e_{2},\ldots ,e_{n}}为{\displaystyle V_{n}}空间中的一组基。则显然依次选取这些基矢量作为伽辽金方程的试矢量是充分的，也即：求解{\displaystyle u_{n}\in V_{n}}使得
{\displaystyle a(u_{n},e_{i})=f(e_{i})\quad i=1,\ldots ,n.}
用上述基矢量表示出{\displaystyle u_{n}}：{\displaystyle u_{n}=\sum _{j=1}^{n}u_{j}e_{j}}，将其代入上面的方程得到
{\displaystyle a(\sum u_{j}e_{j},e_{i})=\sum u_{j}a(e_{j},e_{i})=f(e_{i})\quad i=1,\ldots ,n.}
这样我们就得到了上面这组{\displaystyle Au=f}型的线性方程组，式中
{\displaystyle a_{ij}=a(e_{j},e_{i}),\quad f_{i}=f(e_{i}).}

#### 矩阵的对称性
由于矩阵项的定义，伽辽金方程的系数矩阵是对称矩阵的充要条件是双线性型表达式{\displaystyle a(.,.)}是对称的。

## 伽辽金方法的进一步分析
这里，我们只讨论对称双线性型，也即
{\displaystyle a(u,v)=a(v,u).}
虽然伽辽金方法并不要求一定对称，但这一限制使得标准理论的应用变得简单的多。而且，非对称情形的分析可能需要用到彼得罗夫－伽辽金方法。
下面我们分两步分析上述方法。第一步，论证伽辽金方程在哈达玛意义下是适定的，因此存在唯一解。第二步，讨论伽辽金解{\displaystyle u_{n}}的误差大小。
分析过程主要依据双线性型的两个性质：
- 有界性：对于所有{\displaystyle u,v\in V}，下式成立
{\displaystyle a(u,v)\leq C\|u\|\,\|v\|}
- 椭圆性：对于所有{\displaystyle u\in V}，下式成立
{\displaystyle a(u,u)\geq c\|u\|^{2}}

根据Lax-Milgram定理（参看弱形式），这两条性质保证了原问题的弱形式的适定性。下面章节中的所有范数都是使得上面的不等式成立的范数（这些范数通常称为能量范数）。

### 伽辽金方程的适定性
因为{\displaystyle V_{n}\subset V}，双线性型的有界性和椭圆性对于{\displaystyle V_{n}}也成立。因此，伽辽金问题的适定性实际上继承自其原问题的适定性。

### 准最佳近似（Céa引理）
真实解和伽辽金解之间的误差{\displaystyle e_{n}=u-u_{n}}有如下估计
{\displaystyle \|e_{n}\|\leq {\frac {C}{c}}\inf _{v_{n}\in V_{n}}\|u-v_{n}\|.}
上式翻译成文字语言就是：伽辽金解{\displaystyle u_{n}}的误差（和真实解{\displaystyle u}的差）能控制在{\displaystyle V_{h}}中最优解矢量的误差的{\displaystyle C/c}倍以下（在量级上）。特别有用的是，从此对误差的估计可以只在空间{\displaystyle V_{n}}中进行考虑，而完全不用回到求解的方程。

#### 证明
因为证明非常简单，并且是各种伽辽金法的基本原理依据，因此简单介绍如下：
根据双线性型的椭圆性和有界性（下式中的两个不等号），以及伽辽金法的正交性（下式中间的等号），我们对于任意{\displaystyle v_{n}\in V_{n}}有：
{\displaystyle c\|e_{n}\|^{2}\leq a(e_{n},e_{n})=a(e_{n},u-v_{n})\leq C\|e_{n}\|\,\|u-v_{n}\|.}
全式除以{\displaystyle c\|e_{n}\|}并对所有可能的{\displaystyle v_{h}}取下确界得到该引理。

## 例子
1. 在有限元法中应用泊松方程
2. 应用到共轭梯度法

## 文献
通常，伽辽金法不是文献的单独主题。它们和它们的应用同时讨论。
因此，读者可以参考有限元方法的教科书。
譬如
- P. G. Ciarlet: The Finite Element Method for Elliptic Problems, North-Holland, 1978

在这个框架下的Krylov空间法的分析可以在这里找到：
- Y. Saad: Iterative Methods for Sparse Linear Systems, 2nd edition, SIAM, 2003